# Isocyamus delphinii
Isocyamus delphinii är en kräftdjursart som först beskrevs av Guerin-meneville 1836.  Isocyamus delphinii ingår i släktet Isocyamus och familjen vallöss. Arten är reproducerande i Sverige. Inga underarter finns listade i Catalogue of Life.